# Triodia secunda
Triodia secunda är en gräsart som beskrevs av Nancy Tyson Burbidge. Triodia secunda ingår i släktet Triodia och familjen gräs. Inga underarter finns listade i Catalogue of Life.